# Lac Do
Le lac Do est un lac du Mali du delta central du Niger situé près du lac Niangay, avec lequel il communique, et s'étendant sur une longueur de 25 km.